# 亞歷克塞尼鄉
44°40′41″N 26°42′41″E / 44.67805°N 26.71128°E
亞歷克塞尼鄉（羅馬尼亞語：Alexeni, Ialomița），是羅馬尼亞的鄉份，位於該國南部，由雅洛米察縣負責管轄，面積27平方公里，海拔高度50米，2007年人口2,358，人口密度每平方公里89人。